# The Vaccines
The Vaccines é uma banda inglesa de indie rock formada em Londres em 2010. O álbum de estréia da banda, What Did You Expect from The Vaccines?, foi lançado pela Columbia Records em 14 de março de 2011. Em 5 de janeiro de 2011, a banda ficou em terceiro na votação da BBC Sound of 2011. Em setembro de 2012, a banda lançou seu segundo álbum intitulado Come of Age. O seu terceiro trabalho, English Graffiti, foi lançado em 25 de maio de 2015. Em março de 2018, lançaram seu quarto trabalho, Combat Sports.

## Discografia

### Álbuns de estúdio
| Ano  | Detalhes do álbum | Posição nas paradas | Posição nas paradas | Certificações |
| Ano  | Detalhes do álbum | UK                  | IRL                 | Certificações |
| ---- | --- | ------------------- | ------------------- | ------------- |
| 2011 | What Did You Expect from The Vaccines? - Lançamento: 14 de março de 2011 - Gravadora: Columbia Records - Formatos: CD, download digital, vinil | 4                   | 16                  | - : Platina   |
| 2012 | Come of Age - Lançamento: 3 de setembro de 2012 - Gravadora: Columbia Records - Formatos: CD, download digital, vinil                          | 1                   | 8                   | - : Platina   |
| 2015 | English Graffiti - Lançamento: 25 de maio de 2015 - Gravadora: Columbia Records - Formatos: CD, download digital, vinil                        | 2                   | 35                  | - : Prata     |
| 2018 | Combat Sports - Lançamento: 30 de março de 2018 - Gravadora: Columbia Records - Formatos: CD, download digital, vinil, cassete                 | 4                   | 74                  | –             |
| 2021 | Back In Love City - Lançamento: 10 de setembro de 2021 - Gravadora: AWAL - Formatos: CD, download digital, vinil, streaming                    | 5                   | —                   | –             |
| 2024 | Pick-Up Full of Pink Carnations - Lançamento: 12 de janeiro de 2024 - Gravadora: Super Easy - Formatos: CD, download digital, vinil, streaming | 3                   | —                   | –             |

### Singles

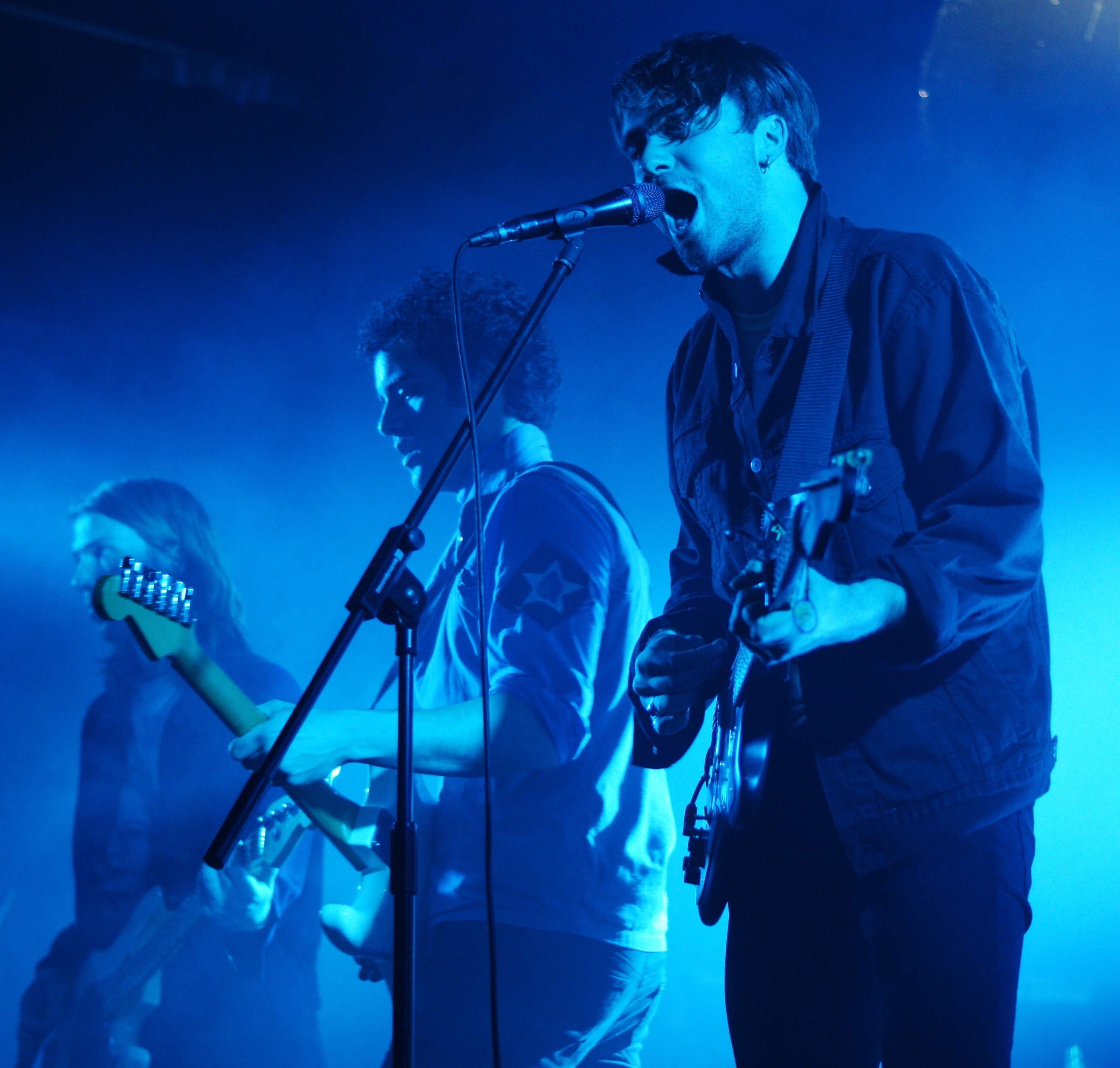
The Vaccines tocando em Manchester, Inglaterra, em abril de 2011.

| Canção                                           | Ano  | Melhor posição | Melhor posição | Álbum                                  |
| Canção                                           | Ano  | UK             | BEL (FLA)      | Álbum                                  |
| ------------------------------------------------ | ---- | -------------- | -------------- | -------------------------------------- |
| "Wreckin' Bar (Ra Ra Ra)" / "Blow It Up"         | 2010 | 157            | —              | What Did You Expect from the Vaccines? |
| "Post Break-Up Sex"                              | 2011 | 32             | 29             | What Did You Expect from the Vaccines? |
| "If You Wanna"                                   | 2011 | 35             | —              | What Did You Expect from the Vaccines? |
| "All In White"                                   | 2011 | —              | 90             | What Did You Expect from the Vaccines? |
| "Nørgaard"                                       | 2011 | 84             | —              | What Did You Expect from the Vaccines? |
| "Wetsuit / Tiger Blood\|Wetsuit" / "Tiger Blood" | 2011 | 164            | 50             | What Did You Expect from the Vaccines? |
| "Why Should I Love You?"                         | 2012 | —              | —              | Single de nenhum álbum                 |
| "No Hope"                                        | 2012 | 37             | 124            | Come Of Age                            |
| "Teenage Icon"                                   | 2012 | 39             | 64             | Come Of Age                            |
| "I Always Knew"                                  | 2012 | 169            | 67             | Come Of Age                            |
| "Bad Mood"                                       | 2013 | 101            | 101            | Come Of Age                            |
| "Melody Calling"                                 | 2013 | 44             | 71             | Melody Calling EP                      |
| "Handsome"                                       | 2015 | 74             | 111            | English Graffiti                       |
| "Dream Lover"                                    | 2015 | 155            | 117            | English Graffiti                       |
| "20/20"                                          | 2015 | —              | 95             | English Graffiti                       |
| "Give Me a Sign"                                 | 2015 | —              | 77             | English Graffiti                       |
| "I Can't Quit"                                   | 2018 | —              | 65             | Combat Sports                          |
| "Nightclub"                                      | 2018 | —              | —              | Combat Sports                          |

## Prêmios e nomeações
| Ano  | Organização             | Trabalho nomeado                       | Prêmio                   | Resultado |
| ---- | ----------------------- | -------------------------------------- | ------------------------ | --------- |
| 2011 | BBC Sound de 2011       | The Vaccines                           | Som de 2011              | Terceiro  |
| 2011 | MTV Awards              | The Vaccines                           | Novidade de 2011         | Nomeado   |
| 2011 | Quintessentially Awards | The Vaccines                           | Melhor Talento Emergente | Vencedor  |
| 2011 | MOJO Awards             | The Vaccines                           | Melhor Nova Aparição     | Nomeado   |
| 2011 | Q Awards                | The Vaccines                           | Melhor Banda Nova        | Nomeado   |
| 2011 | BRIT Awards             | The Vaccines                           | Critics' Choice          | Concorreu |
| 2012 | NME Awards              | The Vaccines                           | Melhor Banda Nova        | Vencedor  |
| 2012 | NME Awards              | What Did You Expect From the Vaccines? | Melhor álbum             | Nomeado   |
| 2012 | XFM                     | The Vaccines                           | Melhor Nova Música       | Vencedor  |
| 2012 | BRIT Awards             | The Vaccines                           | Artista Revelação        | Nomeado   |
| 2013 | NME Awards              | The Vaccines                           | Melhor Banda Britânica   | Nomeado   |
| 2013 | NME Awards              | Come Of Age                            | Melhor Álbum             | Nomeado   |
| 2013 | BRIT Awards             | The Vaccines                           | Melhor Banda Ao Vivo     | Nomeado   |